# Vilagalhenc
Vilagalhenc (en francès Villegailhenc) és un municipi de França de la regió d'Occitània, al departament de l'Aude.